# Mike Vallely

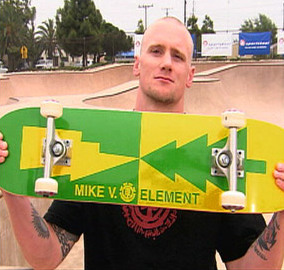
Mike Vallely

Mike Vallely, ook bekend als Mike V (Edison (New Jersey), 29 juni 1970) is een Amerikaans professioneel skateboarder. Tegenwoordig woont hij in Long Beach, Californië. Hij begon zijn carrière in 1986. Hij werd ontdekt toen hij op de voorkant van de Trasher Magazine stond met een Sad Ho-Ho Plant, een trucje op het Skateboard dat hij zelf heeft uitgevonden. Lance Mountain zag in dat Mike talent had, en zo werd hij binnen de kortste keren gesponsord door Powell Peralta.
Tegenwoordig skatet hij niet meer voor Powel Peralta. In de loop der jaren heeft hij nog veel meer sponsors gehad, onder andere World Industries, Venture Trucks, Destroyer Trucks, Tracker Trucks, TV Skateboards, Black Label Skateboards, Transit Skateboards, Etnies en Accel Wheels. Hij had ook zijn eigen bedrijfje Vallely Skateboards maar wegens faillissement bestaat dit niet meer. Hij skatet alleen nog voor Element Skateboards, Element Footwear, Element Apparel, Speed Metal Bearings en SoBe beverages.
Mike zat ook in een bandje Mike V. & The Rats. Nummers van hen kunnen gehoord worden in de spelletjes van Tony Hawk: in Tony Hawk's Underground zit het liedje The Days. In Tony Hawk's Underground 2 zit Never Give Up en in Tony Hawk's American Wasteland zit Vendetta. Hij is ook zanger geworden in de punkrockband Revolution Mother.
Hij heeft ook meegespeeld in een Viva La Bam-episode, waarin hij samen met Don Vito een oorlog start tegen de CKY-crew.